# Parlamento croato
Il Parlamento croato (in croato: Hrvatski sabor) è l'organo legislativo della Croazia; è eletto a suffragio universale e diretto, si rinnova ogni quattro anni (salvi i casi di scioglimento anticipato della legislatura) e dal 2011 si compone di 151 seggi.

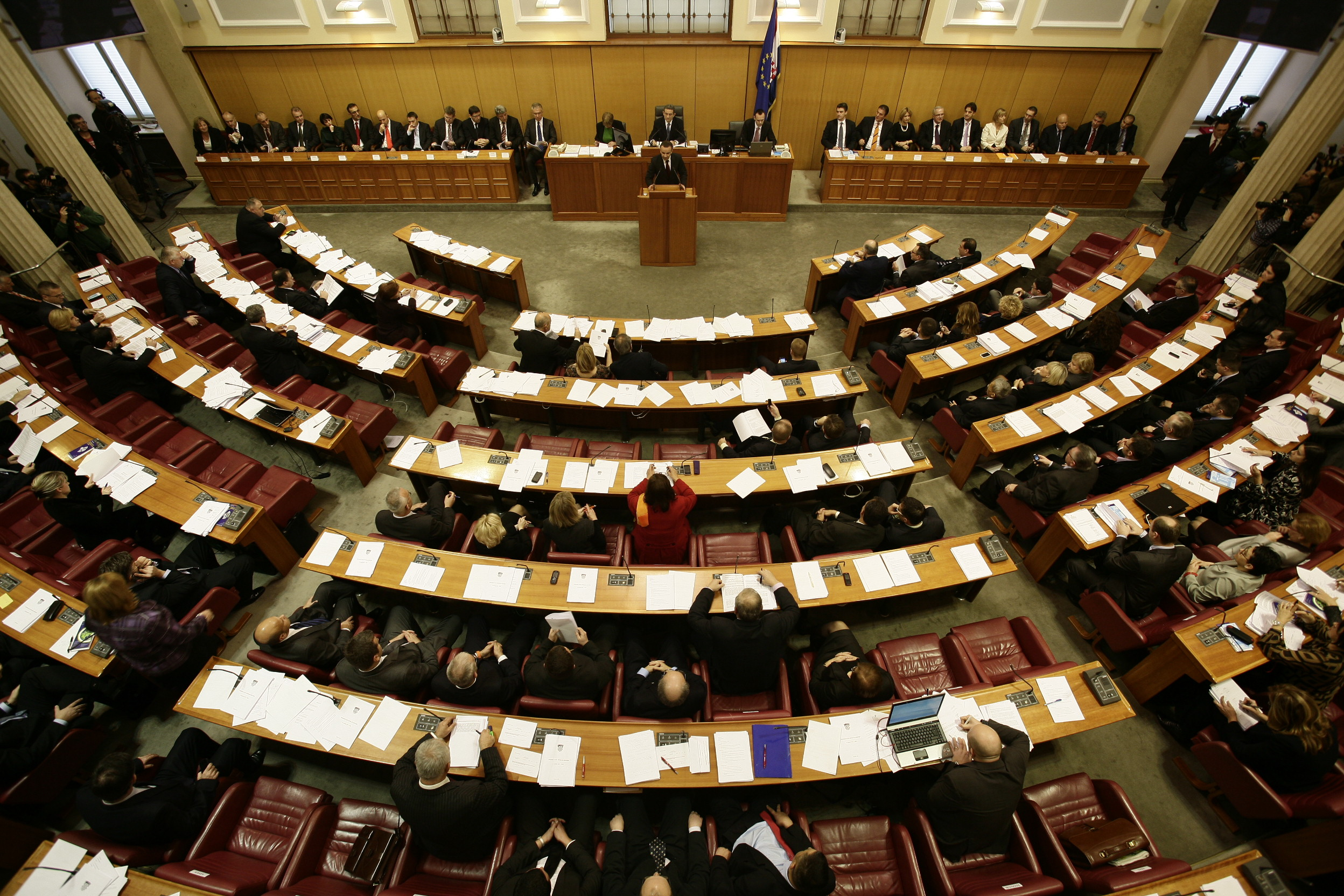
L'aula del Parlamento croato

La riforma costituzionale del 2001 ha posto fine al previgente sistema bicamerale: il Sabor, in precedenza articolato in Camera dei rappresentanti e Camera delle regioni, si caratterizza dunque come un Parlamento monocamerale.

## Composizione
Per effetto delle modifiche alla legge elettorale introdotte nel 2011, il Parlamento si compone di 151 deputati: 143 sono eletti mediante sistema proporzionale e metodo d'Hondt, all'interno di collegi plurinominali; 8 sono eletti con sistema maggioritario plurality e sono assegnati alle minoranze nazionali.
In particolare, 143 seggi sono ripartiti proporzionalmente tra le liste che, nelle singole circoscrizioni, abbiano raggiunto la soglia di sbarramento del 5%: 140 sono assegnati nell'ambito del territorio nazionale, mentre 3 sono attribuiti alla circoscrizione Estero (Dijaspora).
Gli 8 seggi assegnati mediante sistema maggioritario, invece, spettano ai rappresentanti delle minoranze nazionali/etniche: tre serbi, un rappresentante degli italiani, uno degli ungheresi, un rappresentante della minoranza ceca e slovacca e due rappresentanti delle altre minoranze.
Prima del 2011, il Sabor constava di un numero variabile di seggi, essendo previsto solo un massimo di 160 deputati. Un'ulteriore modifica alla legge elettorale, introdotta nel 2015, ha poi consentito agli elettori di esprimere un voto di preferenza per uno dei candidati della lista prescelta.

## Funzionamento
Il Sabor si riunisce per due periodi annuali, dal 15 gennaio al 15 luglio e dal 15 settembre al 15 dicembre.
ll presidente del Parlamento, eletto dall'assemblea per tutta la legislatura, presiede e dirige i lavori del Parlamento e della Presidenza parlamentare che è composta dal presidente e da cinque vicepresidenti secondo le norme stabilite con la Costituzione ed il Regolamento del Parlamento.
I deputati sono organizzati in gruppi parlamentari (klubovi zastupnika) che, secondo le norme del Regolamento, sono gli strumenti della presenza dei partiti politici (o coalizioni o deputati indipendenti) all'interno del Parlamento e sono definiti "associazioni di deputati". La condizione numerica minima, prescritta dal Regolamento, per la costituzione del gruppo è di 3 deputati.
Le commissioni parlamentari permanenti (odbori/povjerenstva) sono organi collegiali del Parlamento ai quali vengono assegnati i disegni di legge prima che essi vengano discussi in sede parlamentare. La composizione dei membri delle commissioni deve rispettare le proporzioni tra i vari gruppi parlamentari.
Il Parlamento può essere sciolto a maggioranza dei voti di tutti i deputati (maggioranza assoluta), e su proposta del Governo in casi di fiducia negativa e di voto contrario al bilancio dopo 120 giorni della presentazione dello stesso 
-  in questi casi è sciolto formalmente dal Presidente della Repubblica con la controfirma del Primo ministro. Il Presidente della Repubblica ha l'obbligo di sciogliere il Parlamento e convocare le elezioni se il nuovo Governo non può formarsi.

## Prerogative
Il Parlamento adotta la Costituzione, le modifiche costituzionali e il Regolamento parlamentare; emana le leggi ordinarie (a maggioranza semplice, cioè a maggioranza dei presenti, se il quorum - la metà più uno di tutti i deputati - è raggiunto), le leggi organiche (a maggioranza dei voti di tutti i deputati) e le leggi costituzionali che stabiliscono i diritti delle minoranze nazionali/etniche e l'organizzazione della Corte Costituzionale (a maggioranza di due terzi di tutti i deputati); ogni anno approva il bilancio (su proposta del Governo a maggioranza dei voti di tutti i deputati); ratifica i trattati internazionali; concede o revoca la fiducia al Governo e svolge anche altri compiti in conformità alla Costituzione.
L'iniziativa legislativa appartiene ai deputati, alle commissioni parlamentari, ai gruppi parlamentari ed al Governo. Al Parlamento croato spetta anche l'elezione dei giudici della Corte Costituzionale, dei componenti di nomina parlamentare del Consiglio Giudiziario dello Stato e del Consiglio dell'Avvocatura/Procura dello Stato, del Presidente della Corte suprema, dell'Avvocato/Procuratore generale dello Stato, del governatore della Banca nazionale croata, del Difensore civico e d'altri pubblici dirigenti, conformemente alla Costituzione ed alle leggi.
Il Parlamento ha la facoltà di indire di propria iniziativa un referendum, è invece obbligato a proporlo qualora lo richieda almeno un decimo degli elettori. Il referendum può anche essere indetto dal Presidente della Repubblica con la controfirma del Primo ministro. Nei referendum la proposta viene accolta a maggioranza di voti favorevoli dei cittadini votanti.
I deputati non hanno vincolo di mandato e non sono revocabili.

## Presidium parlamentare
Nella tabella è indicato il Presidium parlamentare della IX legislatura dal 16 maggio 2024 (dopo la formazione della nuova maggioranza di governo composta dall'HDZ e dal DP e sostenuta dai deputati rappresentanti delle minoranze etniche/nazionali ed alcuni partiti minori).
| Carica | Detentore | Detentore            | Partito                                    | Dal             |
| --- | --------- | -------------------- | ------------------------------------------ | --------------- |
| Presidente del Parlamento                                                                                    |           | Gordan Jandroković   | Unione Democratica Croata (HDZ)            | 5 maggio 2017   |
| Vicepresidente del Parlamento                                                                                |           | Ivan Penava          | Movimento Patriottico (DP)                 | 16 maggio 2024  |
| Vicepresidente del Parlamento                                                                                |           | Željko Reiner        | Unione Democratica Croata (HDZ)            | 14 ottobre 2016 |
| Vicepresidente del Parlamento                                                                                |           | Furio Radin          | Indipendente (minoranze nazionali)         | 19 giugno 2017  |
| Vicepresidente del Parlamento                                                                                |           | Siniša Hajdaš Dončić | Partito Socialdemocratico di Croazia (SDP) | 30 giugno 2017  |
| Vicepresidente del Parlamento                                                                                |           | Sabina Glasovac      | Partito Socialdemocratico di Croazia (SDP) | 16 maggio 2024  |
| Fonti: Croatian Parliament. Speaker of the Parliament Croatian Parliament. Deputy Speakers of the Parliament |           |                      |                                            |                 |